# Maestro di balletto

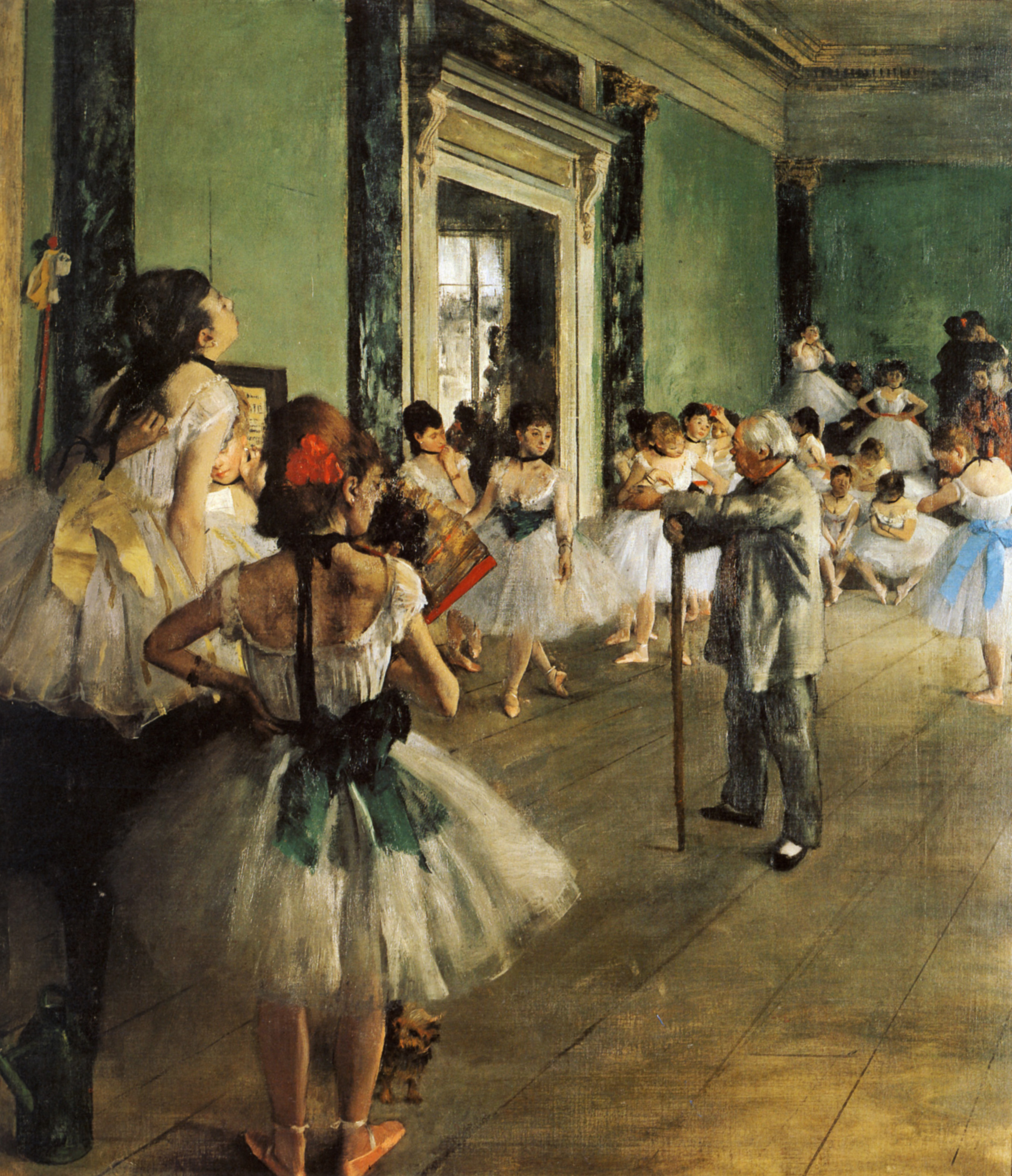
Il maestro di balletto - Jules Perrot dipinto da Edgar Degas (1875)

La figura del maestro di balletto (dal francese maître de ballet; al femminile maitresse de ballet) ricopre in una compagnia di balletto il ruolo di responsabile del livello di abilità di tutti i ballerini presenti nella compagnia.
Generalmente è incaricato di seguire giorno per giorno la compagnia, facendo fare pratica ai ballerini, insegnando loro nuove figure e ampliando così il loro repertorio soprattutto in vista della preparazione di un balletto.

## La nascita delMaître de ballet
Durante i primi secoli di consolidamento delle compagnie di balletto, tra il XVIII secolo e il XX secolo, il ruolo del primo maestro di balletto si riscontra per la prima volta nella figura di primo coreografo, figura paragonabile all'attuale direttore artistico. Questo racchiudeva dunque la creazione di danze, la scelta delle opere, lavorava a stretto contatto con il compositore e insegnava ai ballerini le figure e i diversi stili richiesti.
Fu questo il prototipo, modificatosi nel corso del tempo, del maestro di balletto: una figura responsabile dell'intera direzione artistica, in particolare del gruppo dei ballerini e del gruppo teatrale.
Attualmente questo ruolo viene denominato di "direttore" e responsabile del corpo di ballo, o della compagnia, e il termine di "maître de ballet" indica invece oggi semplicemente la persona che all'interno delle compagnie professionali dà la lezione e segue le prove.

## Famosi maestri di balletto
- Jean Dauberval: Maître de ballet in Francia, è conosciuto oggigiorno come il padre della commedia di balletto. Sua è la coreografia del balletto La fille mal gardée.
- Carlo Blasis: Maestro di balletto e direttore della scuola di ballo del Teatro alla Scala di Milano dal 1837 al 1850.
- August Bournonville: Maestro di balletto per il Balletto Reale Danese dal 1828 al 1879 e uno dei più grandi e prolifici coreografi danesi.
- Jean Coralli: Maestro di balletto per l'Opéra national de Paris, figlio di Jean Coralli Perecini, nato a Parigi.
- Filippo Taglioni: Maestro di balletto di Stoccolma dal 1803. Nato e cresciuto artisticamente in Italia, è considerato oggi come il padre del Balletto romantico: fu inoltre insegnante di sua figlia, Maria Taglioni.
- Jules Perrot: Maître de Ballet del Balletto Imperiale a San Pietroburgo, Russia dal 1850 al 1859.
- Arthur Saint-Léon: Francese, Maître de Ballet del Balletto Imperiale dal 1859 fino al 1869.
- Marius Petipa: Maître de Ballet per il Teatro Imperiale di San Pietroburgo e Mosca, dal 1869 al 1903. Padre del Balletto Classico.
- Lev Ivanov: Secondo maestro di balletto per il Balletto Imperiale, 1885 - 1901.
- Enrico Cecchetti: Maestro di balletto dei famosi Balletti russi, 1907.
- Sir Frederick Ashton: Maestro di balletto, coreografo e direttore del Royal Ballet, Inghilterra - 1963.
- George Balanchine: Maestro di balletto e direttore del New York City Ballet, New York dal 1949 al 1982.
- Rudol'f Nureev: Celebre ballerino in Unione Sovietica, trasferitosi a Parigi divenne "Premier Maître de Ballet" e "directeur de la danse" presso l'Opéra di Parigi, dal 1983 al 1992.
- Elisabetta Terabust: direttrice dal 1993 al 1997 del corpo di ballo del Teatro alla Scala a Milano.
- Frédéric Oliviéri: direttore del corpo di ballo del Teatro alla Scala a Milano.
- Machar Vaziev: attuale direttore del corpo di ballo del Teatro alla Scala a Milano.
- Alessandra Celentano: Maestro di balletto al Teatro alla Scala, al Teatro dell'Opera di Roma, al Teatro Comunale di Firenze e al Teatro San Carlo di Napoli.